# Franc Serafin Metelko
Franc Serafin Metelko (14. jul 1789, Škocjan pri Mokronogu – 27. december 1860, Ljubljana) je bio slovenački fratar, pisac, prevodilac duhovnih knjiga i slavista.
Godine 1825. izdao je knjigu „Lehrgebäude der slowenischen Sprache im Königreiche Illyrien und in den benachbarten Provinzen“ („Pismenka slovenačkog jezika u Iliriji i susednim provincijama“). U njoj je objavio svoju verziju slovenačke azbuke, koja je trebalo da zameni dotadašnju bohoričicu. Prema Jerneju Kopitarju svaki glas imao je odgovarajuče slovo. To pismo je nazvano po prezimenu - metelčica. Navodno je metelčica imala previše komplikovana slova, a neka su čak bila preuzeta od ćirilice.
Pismo nije došla u praktičnu upotrebu i nakon slovenačkog abecednog rata 1833. bilo je zabranjeno, dok je u upotrebi ostala bohoričica koju će kasnije zameniti gajica.